# Vandtårnet på Ræveskovsvej
Vandtårnet på Ræveskovsvej eller Det gamle vandtårn er et tidligere vandtårn beliggende i Vangede, Gentofte opført i 1905-07 af Andreas Thejll. Tårnet er 21 meter højt (18 m uden spir) og ligger på Ræveskovsbakkens højeste punkt nær hvor Lyngbymotorvejen og Helsingørmotorvejen mødes.
Tårnet var i funktion som vandtårn til 1972. Gentofte Kommune er tårnets bygherre og stadig dets ejer. Ved en SAVE-undersøgelse foretaget af Kulturarvsstyrelsen er bevaringsværdien blevet sat til 2, hvor kulturhistorisk værdi trækker op, mens bygningens tilstand trækker ned.
På grund af tårnets placering hævet over andet byggeri omkring 36 meter over havets overflade er det blevet et vartegn for byen.

## Historie
I 1905 kunne man holde rejsegilde på det Gentoftes nye vandtårn. Fra 1972 overtog Jægersborg Vandtårn funktionen som trykskaber, og tårnet blev taget ud af drift. Af lokalplanen fra 1994 fremgår det, at tårnet ønskes anvendt til andre formål, men skal bevares på grund af dets kulturhistoriske betydning.

## Arkitektur
Bygningen er opført i nationalromantisk stil. Den er en cylinder af jernbeton – soklen består dog af indstøbte kampesten – dækket af et rødt teglstenstag, der er sekstenkantet med en hældning på omtrent 30°. Øverst er en lille ottekantet tagrytter dækket af kobbertag prydet af et spir med vindfløj. Vinduerne i tårnet er rundbuede.
Tårnet er angiveligt inspireret af Krudttårnet i Frederikshavn.

### Omgivelser
Vandtårnet ligger i et område hovedsageligt bebygget med enfamilieshuse, men fra 1994 blev det ligeledes muligt at drive lettere erhverv. Den maksimale højde på bebyggelse i området er på 9 meter bortset fra vandtårnet. Derudover er området præget af centrale færdselsårer, hvor blandt andet motorring 3 går tæt på. Flere villaer på Ræveskovsvej er bevaringsværdige (dog af lavere værdi).